# Stazione di Glorie
La stazione di Glorie è una fermata ferroviaria a servizio del centro abitato di Glorie, frazione del comune di Bagnacavallo, posta sulla linea Ferrara-Rimini. La stazione ricade nel territorio del comune di Ravenna.

## Strutture e impianti
La fermata dispone di un fabbricato viaggiatori e serve l'unico binario della linea; l'areale tuttavia mostra traccia del precedente passato di stazione, con l'area posta a nord ovest che ospitava il fascio di binari merci il cui accesso è protetto da un cancello metallico.

## Movimento
La fermata è servita da treni regionali svolti da Trenitalia Tper nell'ambito del contratto di servizio stipulato con la Regione Emilia-Romagna. Nell'orario ferroviario 2020, quattro treni al giorno (tre nei giorni festivi) effettuano servizio nella fermata.
A novembre 2019, la stazione risultava frequentata da un traffico giornaliero medio di circa 11 persone (5 saliti + 6 discesi).

## Servizi
La stazione è classificata da RFI nella categoria "Bronze".